# 亀山勝子
亀山 勝子（かめやま かつこ）は、日本のソプラノ歌手。二期会会員。血液型：A。満州生まれ、熊本市出身。国立音楽大学声楽科卒業。

## 来歴
国立音楽大学を首席で卒業後、同大学で声楽講師を30年勤め、NHK高校講座でソプラノの講師も歴任した。現在もソプラノのソリストとして、また夫である亀山法男とコンビを組み「亀さん企画」として音楽活動を行っている。
伝統的なクラシック歌曲からポピュラー音楽・童謡まで、様々な声を使い分ける。
「亀さん企画」としての活動の一つとして、子どもの詩に夫が付曲することをライフワークにしている事があり、その作品の歌唱も務めている。
2008年6月に発表したCDアルバム「話し♪」には、そうして生まれた歌曲も収録されている。

## アルバム
- 話し♪

## ラジオ出演
- ＴＢＳ「土曜ワイド～永六輔その新世界」
- ＮＨＫ高校講座[音楽Ⅰ]のソプラノレギュラー
- ＮＨＫ｢サンデージョッキー」
- ＮＨＫＦＭ「夕べのリサイタル」ほか

## テレビ出演
- 「味の素KK」のＣＭ（減塩コンソメ）
- テレビ東京「レディース4」
- 日本テレビ「2×3が六輔」
- ＴＢＳ「新伍のお待ちどおさま」
- テレビ東京「大竹まことのただいま！PCランド」

ほか